# 고래연구센터
고래연구센터(고래硏究센터, Cetacean Research Institute)는 고래류를 포함한 해양포유류에 관한 시험조사 및 연구를 분장하는 동해수산연구소의 소속기관이다. 2015년 10월 16일 발족하였으며, 울산광역시 남구 장생포고래로 250에 위치하고 있다. 센터장은 해양수산연구관 또는 환경연구관으로 보한다.

## 연혁
- 2004년 2월 2일: 국립수산과학원 소속으로 고래연구센터 설치.
- 2005년 8월 5일: 고래연구소로 개편.
- 2006년 3월: 울산시 매암동으로 청사 이전.
- 2015년 10월 16일: 고래연구센터로 개편하고 동해수산연구소의 소속기관으로 편입.

## 같이 보기
- 장생포고래박물관